# Richard Goedeke
Richard Goedeke (ur. 21 kwietnia 1939) – niemiecki wspinacz oraz autor przewodników wspinaczkowych i terenowych oraz reportaży z podróży

## Życiorys
Pracował jako nauczyciel geografii i angielskiego.
Wyznaczył wiele  nowych dróg wspinaczkowych – ok. tysiąca w skałach grzbietu Ith, w niemieckim paśmie Weserbergland i ok. stu w Dolomitach. Do dziś aktywnie się wspina.
Goedeke jest członkiem założycielem organizacji ekologicznej Mountain Wilderness.
W swoich książkach dużo uwagi poświęca ochronie środowiska i rozważnemu, przyjaznemu naturze podejściu do turystyki w Alpach. Krytykuje masową turystykę górską, popiera styl „Clean Climbing”, czyli wspinaczkę bez pozostawiania śladów.
Od 1981 udziela się w polityce lokalnej w Brunszwiku. Był radnym z ramienia partii Zielonych Bündnis 90/Die Grünen w latach 1981-1985, 1993-1996 oraz 2003-2006. Odznaczony Krzyżem Zasługi na Wstążce Orderu Zasługi Republiki Federalnej Niemiec 21 grudnia 2011

## Publikacje
- Alpejskie czterotysięczniki (niem. 4000er, Die Normalwege auf alle Viertausender der Alpen), Wydawnictwo Sklep Podróżnika, wydanie I, 2006,  ISBN 83-7136-041-X
- Alpejskie trzytysięczniki, t. I Północ (niem. 3000er in den Nordalpen. Die Normalwege – vom Berner Oberland über den Alpenhauptkamm bis zu den Hohen Tauern), Wydawnictwo Sklep Podróżnika, wydanie I, 2007,  ISBN 978-83-7136-046-6
- Alpejskie trzytysięczniki, t. II Południe (niem. 3000er in den Alpen. Die Normalwege – Südliche Ostalpen mit Dolomiten), Wydawnictwo Sklep Podróżnika, wydanie I, 2008,  ISBN 978-83-7136-048-0
- Alpejskie trzytysięczniki, t. III Zachód (niem. 3000er in den Westalpen. Die Normalwege – vom Wallis über die Mont-Blanc-Gruppe bis zu den Seealpen), Wydawnictwo Sklep Podróżnika, wydanie I, 2009,  ISBN 978-83-7136-055-8